# 花尾山 (山口県)
花尾山（はなおさん）は、山口県長門市と美祢市の境界にある標高669mの山である。広い山頂からは秋吉台、県内の山々、そして北は日本海が望める。視界の良い時には南に瀬戸内海、その向こうに九州の国東半島、由布岳等を確認できることもある。

## 登山コース
- 登山コースは数種あるが、良く整備され明瞭な登山路は、市ノ尾コース(たたらコース)と別府コースの2つである。長門市側から登る市ノ尾コースが最も一般的かつ登山者も最多である。次いで、美祢市秋芳町からの別府コースも良く整備され、親しまれている。近年、長門市市ノ尾側からは地元住民の尽力により本谷コースも整備され、巨木、滝など見所の多いコースになっている。2010年（平成22年）には道標が設置され利用者が増えている。荒ヶ峠コース、大峠コース、荒槙コース、於福コース等もあるが、今では一般的ではなく、道が無くなっているものもある。(2011年（平成23年）4月)

## 周辺の主な山
| 山容       | 名称     | 標高 (m) | 所在地        | 花尾山との 距離(km) | 花尾山からの 方角 | 備考                      |
| ---------- | -------- | -------- | ------------- | ------------------- | ----------------- | ------------------------- |
|            | 桂木山   | 701.6    | 美祢市秋芳町  | 7.9                 | 72°(東北東)       | 美祢市最高峰              |
|            | 如意ヶ岳 | 545.4    | 美祢市秋芳町  | 4.5                 | 81° (東)          |                           |
|            | 東鳳翩山 | 734.2    | 山口市        | 21.5                | 109°(東南東)      | 新日本百名山 中国百名山   |
|            | 西鳳翩山 | 741.9    | 山口市        | 19.2                | 115°(東南東)      |                           |
| 画像募集中 | 龍護峰   | 425.5    | 美祢市秋芳町  | 7.9                 | 136°(南東)        | 秋吉台最高地点 中国百名山 |
| 画像募集中 | 荒滝山   | 459      | 宇部市        | 16.1                | 154°(南南東)      | 宇部市最高峰              |
| 画像募集中 | 日ノ岳   | 458.6    | 美祢市伊佐町  | 15.0                | 158°(南南東)      |                           |
| 画像募集中 | 桜山     | 456      | 美祢市伊佐町  | 14.9                | 182°(南)          |                           |
| 画像募集中 | 雁飛山   | 580.3    | 美祢市於福町  | 6.8                 | 214°(南西)        |                           |
| 画像募集中 | 華山     | 713.3    | 下関市        | 20.8                | 238°(西南西)      | 下関市最高峰              |
| 画像募集中 | 堂ヶ岳   | 588.4    | 長門市･下関市 | 6.6                 | 256°(西南西)      |                           |
| 画像募集中 | 一位ヶ岳 | 671.6    | 長門市･下関市 | 14.2                | 274°(西)          |                           |
| 画像募集中 | 天井ヶ岳 | 691.1    | 長門市･下関市 | 16.7                | 281°(西)          |                           |
| 画像募集中 | 白滝山   | 667.6    | 下関市        | 18.3                | 277°(西)          |                           |
| 画像募集中 | 高山     | 319.9    | 長門市        | 15.9                | 345°(北北東)      | 青海島最高地点            |

## 三角点
一等三角点補点
- 点名「花尾山」

緯度 34°17′01.9753
経度 131°13′15.7017
標高 669.07 m
所在地　山口県美祢市大字別府字花尾山

## 関連画像

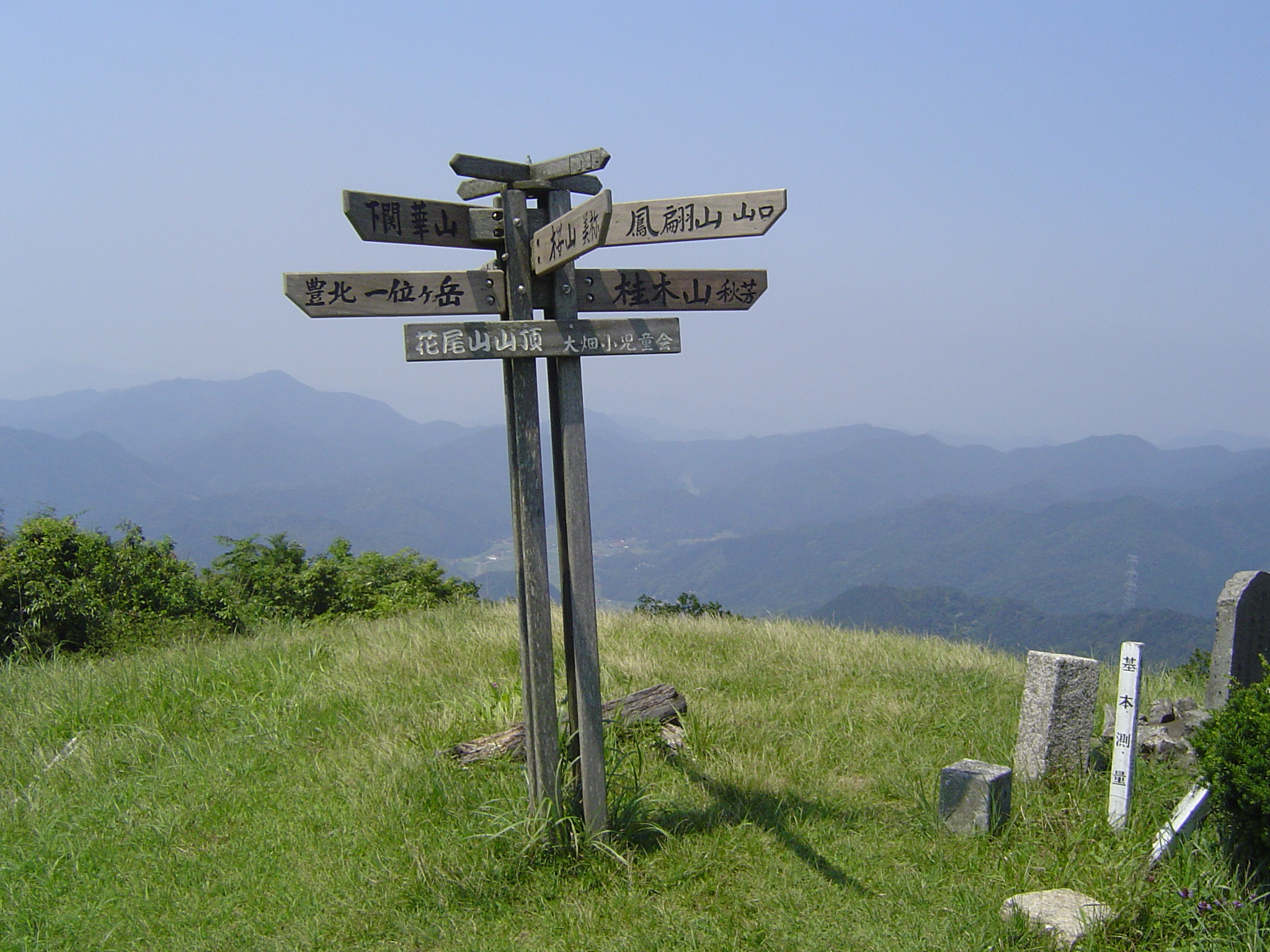
花尾山山頂
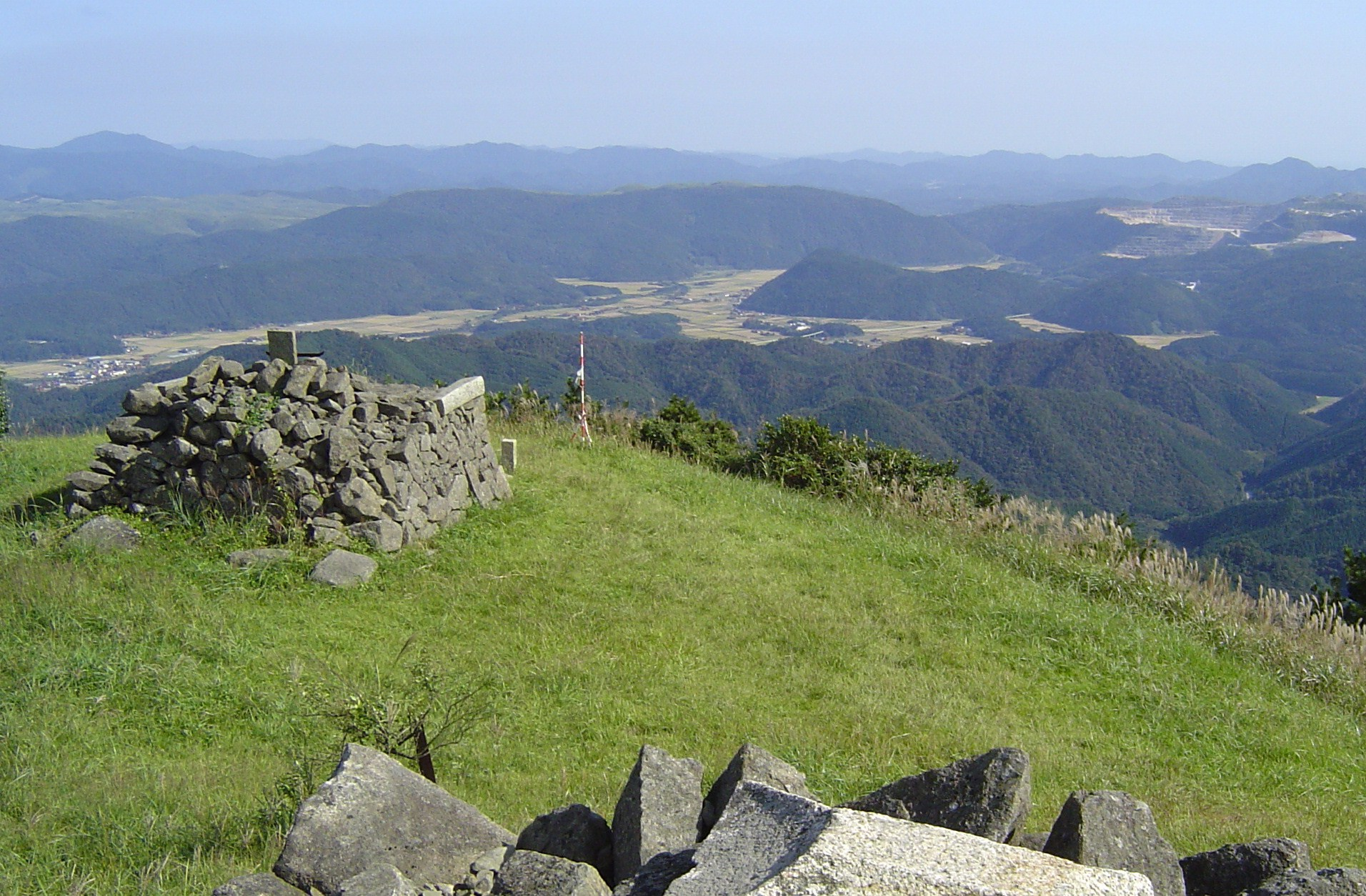
花尾山山頂から秋芳町を望む